# Конклав
Вижте пояснителната страница за други значения на Конклав.
Папски конклав (на латински: conclave – „затворена стая“, от cum clave – „под ключ“) е събрание на кардиналите-избиратели след смъртта на папата за избиране на нов папа и епископ на Рим. Папата се смята от римокатолиците за приемник на Свети Петър и глава на Католическата църква и неин върховен йерарх. Конклав е процедурата за избор на нов папа от 1274 г. до наши дни и е най-старият съществуващ начин за избор на лидер на една институция.
Политическата намеса на светските власти, разногласията между кардиналите и продължилите 2 години и 9 месеца папски избори през 1268 – 1271 г. принуждават папа Григорий X на 16 юли 1274 г., по време на Втория лионски събор, да издаде апостолическата конституция Ubi periculum, в която се постановява, че кардиналите трябва да бъдат затворени в уединение cum clave (под ключ) и не могат да напуснат конклава, докато не изберат нов римски епископ. През 1492 г. конклавът се провежда за първи път в Сикстинската капела на Апостолическия дворец; от 1878 г. там са проведени всички папски конклави. Изборите се провеждат с тайно гласуване, като за избирането на нов папа е необходимо мнозинство не по малко от 2/3 от гласовете на участващите в конклава кардинали. Помещението се отваря едва след избирането на новия папа. За избирането на новия понтифик се известява с бял дим от комин над Сикстинската капела. Димът се образува чрез изгарянето на бюлетините за гласуване с добавка на специални вещества. Ако димът е черен, гласуването е неуспешно и папа не е избран.
От времето на създаване на Църквата, епископът на Рим, както и другите епископи, са избрани чрез постигане на съгласие на духовенството и миряните на епархията. Това продължава до средата на ХI век, когато папа Николай II издава булата In nomine Domini (13 април 1059 г.), с която определя кардиналите-епископи като единствени избиратели на папата. Оттогава до наши дни процедурата на конклава претърпява множество промени. На 21 ноември 1970 г. папа Павел VI издава апостолическо писмо във форма на motu proprio наречено Ingravescentem Aetatem, с което се установява пределна 80-годишна възраст за кардиналите-избиратели. Сега действащата процедура за провеждане на конклава е установена с апостолическата конституция Universi Dominici Gregis на папа Йоан Павел II от 22 февруари 1996 г., допълнена и изменена на два пъти от папа Бенедикт XVI: на 11 юни 2007 г. с писмо motu proprio, озаглавено De aliquibus mutationibus in normis de electione Romani Pontificis и на 22 февруари 2013 г. с писмо motu proprio – Normas Nonnullas. За папа може да бъде избран всеки мъж-католик, даже мирянин без духовен сан. Фактически от 1378 г. за папи са избирани само кардинали.

## История на папските избори

### Изисквания към кандидатите
Първоначално за римски епископ, както и въобще за епископ, можело да бъде избран и новопокръстен. Впоследствие, във връзка с проблемите, свързани с избирането през 767 г. на антипапата Константин II, на Римския Синод през 769 г. папа Стефан III (IV) въвежда правилото, че римското духовенство има право да избира римския епископ, но само от числото на кардиналите-презвитери или кардиналите-дякони. С булата In nomine Domini от 13 април 1059 г., папа Николай II изрично постановява, че когато папата умре, кардинал-епископите трябва да издигнат измежду своите редици кандидат за нов папа, който трябва да бъде избран измежду римските духовници, освен ако не може да се намери достоен кандидат, в който случай, може да бъде избран духовник от друга епархия. През 1179 г. Третият латерански събор връща старите правила относно кандидатите за римски епископ, като позволява за папа да бъде избран всеки неженен мъж-католик. Последният избран папа, който не е бил кардинал на Римската църква е Урбан VI, избран за папа през 1378 г. Съгласно сега действащата апостолическа конституция Universi Dominici Gregis от 1996 г., ако избрания за папа не е епископ, той трябва незабавно да бъде ръкоположен в епископски сан.
Макар че папата е и епископ на Рим, не е задължително да бъде нито римлянин, нито дори италианец. Папа Бенедикт XVI е немец, а неговият предшественик Йоан Павел II – поляк. По време на Римската империя и Средните векове са избирани папи от различни националности – гърци, сирийци, немци, французи, испанци и др. След папа Адриан VI, избран през 1522 г., който е от Нидерландия, но немец по произход, до избирането на папа Йоан Павел II през 1978 г., за период от повече от 450 години на папския престол са избирани само италианци.

### Избирателно тяло
Неизвестно е как са протичали първите епископски избори, но най-вероятно първите римски епископи са избирани от апостолите и техните най-близки помощници. Впоследствие право да избират римския епископ преминава върху духовниците и римския народ. Свети Киприян Картагенски посочва, че папа Корнелий е избран „в съгласие с желанието на Бога и Неговата Църква, със свидетелството на почти целия клир, от събор на най-възрастните епископи и добри хора“. Впоследствиео правото на избор на римски епископ преминава върху римското духовенство, което избира папа не чрез гласуване, а най-често посредством акламация или консенсус, и последващо утвърждаване от римската църковна община. Това довежда до чести недоразумения и до поява на антипапи, особено след като римският папа започва да играе важна роля в църковния и светски живот.
През 769 г. Латеранският синод отменя задължителното съгласие на народа за избор на папа, но Римският синод през 862 г. възстановява това право на римската аристокрация. През IХ и Х век избора на римския епископ зависи основно от императорите на Свещената Римска империя. На 13 април 1059 г. папа Николай II издава булата In nomine Domini, съгласно която кардиналите стават единствени избиратели на римските папи, а съгласието на народа става чисто формално. Кардинал-епископите и всички други кардинали пристъпват към избора на папа, като останалата част от духовенството и миряните си запазват правото на акламация на техния избор. Запазва се и правото на одобрение на папата от страна на императора. Постановленията на булата са потвърдени от Латеранския поместен събор от 1059 г.
Вторият латерански събор през 1139 г. постановява, че и допълнителното съгласие на останалото духовенство и народа не е необходимо за каноничността на избора. Третият латерански събор от 1179 г., също взема решение в канон 1, че папата трябва да се избира само от Колегията на кардиналите.
През по-голямата част от Средновековието броят на кардиналите бил малък, а по времето на папа Александър IV те остават само седем. Поради тежкия и дълъг път, до мястото на провеждане на изборите успявали да пристигнат само част от кардиналите. Малкият брой на явилите се кардинали-избиратели, от своя страна, довежда до това, че всеки кардиналски глас имал голяма тежест, като при това политическото влияние върху гласуването още повече се засилва.
След смъртта на папа Климент IV през 1268 г., папските избори през 1268 – 1271 г. стават най-продължителните в историята на папството. В течение на 2 години и 9 месеца кардиналите събрани в италианския град Витербо, не могли да постигнат съгласие за избора на нов папа. Поведението на кардиналите възмутило гражданите, и те ги заключили в двореца, с предупреждението че ще останат вътре докато не изберат нов папа. Кардиналите продължали да спорят и да се карат помежду си. тогава вярващите съборили покрива на сградата и оставили духовниците само на хляб и вода, вече настъпвала зимата. Скоро студът и гладът заставили кардиналите да постигнат съгласие. Така бил избран папа Григорий X. На 16 юли 1274 г. по време на Втория лионски събор, папата издава конституцията Ubi periculum, с която установява реда за избиране на папите само посредством „конклав“, като този начин за избиране на римския понтифик става единствения възможен. Предвижда се по време на конклава кардиналите да бъдат заключени в изолирано помещение. Ако след изтичането на три дни кардиналите не успеят да изберат нов папа, те имат право само на едно ястие на хранене, а ако не успеят да постигнат съгласие в продължение и на следващите пет дни, храната им се ограничава само хляб, вино и вода. В допълнение, по време на периода Sede vacante, всички църковни приходи, дължащи се на кардиналите, се задържат от шамбелана и след това се предават на разпореждане на новия папа.
В резултат на тези строги правила, следващите конклави довеждат до много по-бързо избиране на папи, особено първият от тях през януари 1276 г., който продължава само един ден и завършва с избора на папа Инокентий V. Тези строги правила не се харесват на кардиналите и папа Йоан XXI временно ги суспендира. Но папа Целестин V ги възстановява, като през 1294 г. издава булите Quia in futurum, Pridem и Constitutionem.
Оттогава насам, без изключение, папата се избира само от кардиналите участващи в конклава. Това положение е утвърдено в редица папски актове издадени през последните 700 години: булата Ne Romani на папа Климент V от 1311 г., булата In eligendis на папа Пий IV от 1562 г., булата Aeterni Patris Filius на папа Григорий XV от 1621 г., моту проприо Cum proxime на папа Пий XI от 1922 г., конституцията Vacantis Apostolicae Sedis на папа Пий XII от 1945 г., моту проприо Summi Pontificis electio на папа Йоан XXIII от 1962 г., моту проприо Ingravescentem Aetatem на папа Павел VI от 1970 г., с което се установява пределна 80-годишна възраст за кардиналите, за да участват в избора на римски папа, което положение е потвърдено и от апостолическата конституцията Romano Pontifici Eligendo на папа Павел VI от 1975 г.
Сега действащата апостолическа конституция Universi Dominici Gregis на папа Йоан Павел II от 1996 г. изрично предвижда, че правото да избират римския папа принадлежи изключително на кардиналите на Свещената Римска църква, с изключение на тези, които са достигнали осемдесетгодишна възраст преди деня на смъртта на римския папа, като максималният брой на кардиналите-избиратели не трябва да надвишава сто и двадесет.

### Способи (форми) за избор на папа
През хилядолетната история на папските избори били възприети три способа (форми) за избиране на папа: чрез акламация, чрез компромис или чрез тайно гласуване. Те са посочени като законни способи за избор в редица папски актове: папската була Aeterni Patris Filius от 1621 г. на папа Григорий XV, апостолическата конституция Vacantis Apostolicae Sedis от 1945 г. на папа Пий XII, апостолическа конституция Romano Pontifici Eligendo от 1975 г. на папа Павел VI.
Първият способ за избор е чрез акламация (или вдъхновение), при който се счита че е налице когато кардиналните, вдъхновени от Светия Дух, свободно и по своя инициатива, провъзгласяват единодушно и явно едно лице за Върховен понтифик на Римската църква. Тази процедура може да се осъществи само ако е приета единодушно от всеки един от кардиналите в конклава, дори и тези, които поради болест са били в стаите си.
Вторият способ за избиране е чрез т.нар. консенсус, когато при определени обстоятелства, кардиналите единодушно решат и предоставят правомощие на една група от тях (компромисна комисия) да избере римския папа. За тази форма също е необходимо съгласието на всички кардинали, като в този случай те се задължават да изберат и да признаят за папа този, който е посочен от упълномощените представители.
Третият способ за избиране на римския папа е чрез гласуване, при който избирането на нов папа става чрез тайно гласуване с мнозинство от гласовете на кардиналите. Изборът чрез гласуване преминава през различни етапи: подготовка и разпространение на бюлетините; избиране чрез жребии на преброители и рецензенти; пускане на бюлетините в избирателната урна, смесване на бюлетините, преброяване на гласовете, контрол на преброяването, и изгарянето на бюлетините.
Съгласно сега действащата апостолическа конституция Universi Dominici Gregis от 1996 г., способите за избор на папа, известни като избиране чрез акламация (по вдъхновение от Светия Дух) и чрез компромис се премахват. Като единствен начин на избор на римския папа отсега нататък се регламентира само избора чрез тайно гласуване.
За последен път папа е избран чрез акламация на конклава през 1621 г., когато е избран Григорий XV, а последният папа избран чрез процедурата на компромис е Йоан XXII през 1316 г.

### Установяване на мнозинство при избор чрез гласуване
До 1179 г. при избор на папа чрез гласуване, е достатъчно обикновено мнозинство. На конклава на 7 септември 1159 г., след смъртта на папа Адриан IV, мнозинството от присъстващите в базиликата „Свети Петър“ кардинали (25 от 29) гласуват за кандидатурата на Роландо Бандинели, който е провъзгласен за папа Александър III. Когато новоизбраният папа трябвало да облече папската мантия, неочаквано за всички, кардинал Отавиано ди Монтичело изтръгва от ръцете на Алексанъда III папската мантия и излиза сред народа, за да бъде обявен за папа. След последвалия скандал, Александър III и неговите привърженици напускат базиликата, а Отавиано ди Монтичели ооблича друга, предварително подготвена папска мантия, и е провъзгласен от останалите трима кардинали и намиращите се в храма духовници за папа Виктор IV. За времето на своя понтификат (7 септември 1159 – 30 август 1181) на Александър III се налага да се бори с четирима антипапи, поддържани от отделни групи кардинали.
За да се избегнат споровете при избора на папа, на 19 март 1179 г., по време на Третия латерански събор, Алексъндър III издава конституцията Licet de vitanda, съгласно която, за да бъде избран, кандидатът за папа трябва да получи гласовете на най-малко две трети от кардиналите с право на глас. На 5, 14 и 19 март 1179 г. се провеждат и заседанията на събора, който гласува 27 канона, като потвърждава постановленията на папската конституция. Съгласно канон 1, гласуван от събора кандидатът за папа може да се смята за избран само в случай че за него гласуват две трети от кардиналите с право на глас. Ако кандидатът, който не е събрал необходимия брой гласове, въпреки резултатите от гласуването, се обяви за папа, той и неговите поддръжници подлежат на отлъчване от църквата.
След Третия латерански събор квалифицираното мнозинство става традиция в Римската църква, като се потвърждава и в последващи папски актове. Папа Григорий XV издава през 1621 г. булата Aeterni Patris Filius, с която потвърждава, че нов папа може да бъде избран с гласовете на две трети от кардиналите.
През 1945 г. папа Пий XII приема апостолическата конституция Vacantis Apostolicae Sedis, в която се установява необходимо мнозинство за избор на папа от две трети плюс един от гласовете на кардиналите. Същото правило се възприема и в апостолическото писмо „моту проприо“ на папа Йоан XXIII, от 5 септември 1962 г., озаглавено Summi Pontificis electio, предвиждащо мнозинство от две трети от гласовете на кардиналите, като само в случай че броят на гласувалите кардинали не се дели на три, се изисква мнозинство от две трети плюс един глас. Правилото се запазва и в апостолическа конституция Romano Pontifici Eligendo от 1975 г. на папа Павел VI.
През 1996 г. с конституцията Universi Dominici Gregis папа Йоан Павел II определя за валиден избор на папа необходимо мнозинство от 2/3 от гласовете, изчислен въз основа на общия брой на явилите се да гласуват кардинали-избиратели. В случай че е невъзможно гласовете на кардиналите, да се разделят на три равни части, за валидността на избора на папа се изисква един допълнителен глас, т.е. мнозинството в този случай е 2/3 + 1. След провеждане на неуспешни 33 или 34 неуспешни гласувания в зависимост от това дали е проведено гласуване през първия ден, Колегията на кардиналите може да измени правилата за избор; в този случай изборите продължават като папата се избира с обикновено мнозинство от кардиналите. На 11 юни 2007 г. папа Бенедикт XVI издава апостолическото писмо motu proprio озаглавено De aliquibus mutationibus in normis de electione romani pontificis, с което се възстановяват традиционните норми за мнозинството, необходимо за избиране на папа – две трети от гласовете на кардиналите, независимо от броя на балотажите.
На 22 февруари 2013 г. папа Бенедикт XVI издава ново апостолическото писмо във формата наmotu proprio със заглавие Normas Nonnullas, с което се изменят част от постановленията на апостолическата конституция „Universi Dominici Gregis“, относно избора на римския папа, в което се установява за всички случаи квалифицирано мнозинство от две трети от гласовете на участващите на конклава кардинали.

### Светско влияние върху папските избори
Римско, остготско и византийско влияние.
През първите столетия след Миланския едикт, римските императори имат силно влияние при избора на римските епископи. Когато през 418 г. възниква спор между папа Бонифаций I и претендента Евлалий, и двамата се обръщат към император Хонорий. Императорът взема страната на Бонифаций I, като постановява, че ако в бъдеще възникнат нови спорове относно избора на римския папа, то трябва да се провеждат нови избори. Тази норма обаче никога не се прилага.
След падането на Западната Римска империя възможността да влияят върху папските избори преминава към остготските крале. През 453 г. крал Одоакър приема решение, че епископът на Рима трябва да получи този сан само с кралско съгласие. Остготския крал Теодорих Велики в края на своето управление лично назначава римските папи. През 532 г. папа Йоан II признава правото на осготските крале да одобряват избрания римски папа.
След като през 554 г. остготското кралство пада под ударите на император Юстиниан I Велики правото на одобрение преминава към византийските императори. Съгласно утвърдената процедура, след смъртта на папата трябва да се уведоми екзархът на Равена, който от своя страна уведомява за вакантния престол византийския император. След избора на нов римски папа, той изпраща посланици при императора с молба за утвърждаване. До потвърждаване на избора папата не може да упражнява своите правомощия. Поради това че до пристигане на одобрението понякога минава продължително време, папа Бенедикт II успява да издейства от император Константин IV Погонат правото папите да встъпват във владение на римския престол и без предварителното съгласие на византийските императори. След понтификата на папа Захарий папите въобще престават да уведомяват изрично източните императори за своето избиране.
Франкска империя и Свещена римска империя.
От началото на IX век папските избори попадат под силното влияние на императорите Франкската империя, а впоследствие и на Свещената Римска империя. Докато първите франкски императори Карл Велики и Людовик I Благочестиви не се намесват пряко в изборите, император Лотар I направо разпорежда, че папски избори не могат да се провеждат без участието на посланиците на императора. След серия от бунтове и вълнения в Рим, папа Йоан IX е принуден през 898 г. заради собствената си безопасност да признае особеното покровителство на императорите на Свещената Римска империя.
Когото през 1059 г. папа Николай II издава булата In nomine Domini, той формално признава правото на императора да бъде специално уведомен за избора на римския папа. Това формално право е отменено от папа Григорий VII по време на т.нар. борба за инвеститура. През 1122 г. правото на одобрение на римския папа от императора на Свещената Римска империя е признато от папството с подписването на Вормския конкордат.
Авиньонски папски плен.
По време на конфликта между папството и френския крал Филип IV Хубави за папа е избран френският кардинал и архиепископ на Бордо – Реймон Бертран дьо Гот, под името Климент V. През 1309 г. той пренася папската резиденция в град Авиньон, който е заобиколен от френски владения. Този период, който продължава от 1309 до 1378 г., известен под името „Авиньонски папски плен“, се характеризира със значително влияние върху папството от политиката на френските крале и същевременно с това с укрепване и усъвършенстване на административния апарат на Светия Престол. по това време се провеждат редица важни реформи в курията и Кардиналската колегия, които имат влияние върху по нататъшното развитие на папството.
Право на вето.
Още от Средните векове католическите владетели на Испания, Франция и Свещената Римска империя (впоследствие Австрийската империя и Австро-Унгария) получават т.нар. „Ius Exclusivae“ – право да наложат вето по отношение на определена кандидатура при избирането на нов папа. Правото никога не е била официално признато от папството, макар че конклавите са приемали, че е целесъобразно да се признаят възраженията на определени светски владетели към определени папабили, както и да приемат светската намеса като неизбежна злоупотреба. С булата In eligendis от 9 октомври 1562 г. папа Пий IV нарежда на кардиналите, при избора на папа да не се съобразяват със светската власт. Папа Григорий XV също издава була Aeterni Patris Filius на 15 ноември 1621 г. с която забранява на кардиналите да изключват от гласуването определени кандидати. Тези були обаче не осъждат изрично Ius Exclusivae. Конституцията In hac sublimi от 23 август 1871 г. на папа Пий IX също забранява всякакъв вид на светска намеса в папските избори.
Правото на вето е използвано за последен път по време на конклава през 1903 г. от полския кардинал Ян Пузина Кошиелско, който действа от името на австрийския император Франц Йосиф I. Ветото на императора е срещу кандидатурата на италианския кардинал Мариано Рампола дел Тиндаро. Част от поддръжниците на Рампола гласуват за кардинал Джузепе Сарто, който обещава да премахне правото на вето. Сарто е избран и приема името Пий X.
На 20 януари 1904 г. папа Пий Х спазва обещанието си и издава апостолическата конституция Commisum Nobis която изрично постановява, че светските владетели нямат право да се намесват в избора на нов папа. На кардиналите, участници в конклава, се забранява под страх от наказание, да упражняват или предлагат правото на вето по какъвто и да било начин – устно или писмено. Оттогава, правото на вето не е използвано.
| Конклав                            | Държава, налагаща вето | Представител                            | Лице, срещу което се налага вето             | Избран папа                                |
| 1 май 1314 – 7 август 1316         | Графство Поатие        | графа на Форес                          | Арно Фурние                                  | Йоан XXII (Жак Дюез)                       |
| 8 февруари – 9 февруари 1621       | Испания                | -                                       | Франсоа Мари Бурбон                          | Григорий XV (Алессандро Людовизи)          |
| 9 август – 15 септември 1644       | Испания Франция        | Хил Карильо де Алборнос Джулио Мазарини | Джулио Чезаре Сакети Джовани Батиста Памфили | Инокентий X (Джовани Батиста Памфили)      |
| 18 януари – 7 април 1655           | Испания                | -                                       | Джулио Чезаре Сакети                         | Александър VII (Фабио Киджи)               |
| 20 декември 1669 – 29 април 1670   | Франция                | -                                       | Бенедето Одескалки                           | Климент X (Емилио Алтиери)                 |
| 9 октомври – 23 ноември 1700       | Франция                | -                                       | Галеацо Марескоти                            | Климент XI (Джовани Франческо Албани)      |
| 31 март – 8 май 1721               | Свещена Римска империя | Михал Алтан                             | Фабрицио Паолучи                             | Инокентий XIII (Микеланджело деи Конти)    |
| 5 март – 12 юли 1730               | Испания                | Корнелио Бентивольо                     | Джузепе Ренато Империали                     | Климент XII (Лоренцо Корсини)              |
| 18 февруари – 17 август 1740       | Испания                | Трояно Аквавива д’Арагона               | Пиер Марчелино Корадини                      | Бенедикт XIV (Просперо Лоренцо Ламбертини) |
| 15 март – 6 юли 1758               | Франция                | -                                       | Карло Алберто Гвидобоно Кавалкини            | Климент XIII (Карло дела Торре Рецонико)   |
| 5 октомври 1774 – 15 февруари 1775 | Франция                | -                                       | Джовани Карло Боски                          | Пий VI (Джовани Анджело Браски)            |
| 1 декември 1799 – 14 март 1800     | Свещена Римска империя | Франтишек де Паула Грезан и Гараш       | Карло Белисоми Хиацинт Сигизмунд Хердил      | Пий VII (Грегорио Луиджи Кярамонти)        |
| 2 септември – 28 септември 1823    | Австрийска империя     | Джузепе Албани                          | Антонио Габриеле Североли                    | Лъв XII (Анибале дела Дженга)              |
| 24 февруари – 31 март 1829         | Франция                | -                                       | Джузепе Албани                               | Пий VIII (Франческо Саверио Кастильоне)    |
| 14 декември 1830 – 2 февруари 1831 | Испания                | Хуан Франсиско Марко и Каталан          | Джакомо Джустиниани                          | Григорий XVI (Мауро Алберто Капелари)      |
| 18 февруари – 20 февруари 1878     | Франция                | -                                       | Луиджи Мария Бийо                            | Лъв XIII (Джоакино Печи)                   |
| 31 юли – 4 август 1903             | Австро-Унгария         | Ян Пузина                               | Мариано Рампола дел Тиндаро                  | Пий X (Джузепе Сарто)                      |

## Реформите през XX век
Последните папски решения, приети през ХХ в., гарантират в много по-голяма степен свободата и независимостта на конклава при избора на нов папа. През 1904 г. папа Пий X с конституцията Commisum Nobis премахва Ius Exclusivae – правото на вето на светските владетели при избора на папа. Папа Пий XI издава през 1922 г. моту проприо Cum proxime, в което се постановява, че за да могат кардиналите да пристигнат навреме в Рим за началото на конклава, трябва да има от десет до петнадесет пълни дни до началото на конклава, считано от деня на смъртта на папата.
През 1945 г. папа Пий XII създава пълна регламентация на конклава в конституцията си Vacantis Apostolicae Sedis, която определя правомощията на Колегията на кардиналите през периода Sede vacante, признава трите избирателни способа за избор на папа: чрез вдъхновение от Светия дух, чрез консенсус и чрез грласуване, както и за първи път регламентира правото на папска оставка. Реформите са продължени от папа Йоан XXIII, който през 1962 г. издава моту проприо Summi Pontificis electio.
Следващият папа Павел VI също въвежда няколко важни промени в правилата за избор на понтифик. С моту проприо Ingravescentem Aetatem (1970)о се установява пределна 80-годишна възраст за кардиналите, за изпълнение на най-важните им задължения, включително за участие в конклава. В апостолическата конституция Romano Pontifici Eligendo се предвижда за първи път, че числото на участниците в конклава не може да надхвърля 120 души. Конституцията потвърждава трите избирателни режима, както и изискването за коронация на новоизбрания папа. Папа Павел VI утвърждава основния критерий, от който са длъжни да се ръководят кардиналите при избора на нов папа: “Обръщайки своите помисли само към Божията слава и благото на Църквата, кардиналите с Божия помощ трябва да дадат своите гласове на този, който по тяхно мнение, повече, отколкото останалите, е способен плодотворно и с полза да управлява Вселенската църква“.
Развитието на правната уредба на конклава продължава със сега действащата апостолическата конституция Universi Dominici Gregis на папа Йоан Павел II от 1996 г., допълнена от папа Бенедикт ХVI през 2007 г. с моту проприо De aliquibus mutationibus in normis de electione Romani Pontificis.

## Съвременната процедура за провеждане на конклава
Сега действащата процедура за провеждане на конклава е регламентирана през 1996 г. от папа Йоан Павел II с апостолическата конституция Universi Dominici Gregis и допълнена през 2007 г. от папа Бенедикт ХVI с motu proprio, озаглавено De aliquibus mutationibus in normis de electione Romani Pontificis. Тя премахва и отменя всички издадени преди нея регламенти за избор на папа, като се запазват и множество правила, процедури, обичаи и ритуали, утвърдени през хилядолетната история на римската църква.
Период Sede vacante

В периода между смъртта на папата и избирането на неговия приемник, който се нарича sede vacante, т.е. „незает трон“, цялата дейност на Римската курия се прекратява, покоите на починалия папа се запечатват, а папската хазна се предава за съхранение на кардиналът-камерлинг. През този период гражданската власт на папата по отношение на правителството на Ватикана принадлежи на Колегията на кардиналите. Тя няма права или юрисдикция по въпроси, които са от компетентността на Върховния понтифекс; решаването на тези въпроси трябва да бъде оставено изцяло и изключително на бъдещия папа. Колегията на кардиналите взема решения единствено по въпроси на обичайното управление на църквата, и по неотложни задачи. Основното задължение на Колегията е погребението на починалия понтифекс и подготовката на всичко необходимо за избирането на новия папа. През периода на ваканция, актовете, издадени от римските папи не могат да бъдат отменявани, изменяни или допълвани, особено по отношение на процедурите, уреждащи избирането на римския папа. В случай на съмнения или спорове относно правилата предвидени в настоящата конституция, правото на тълкуване в тази връзка има единствено Колегията на кардиналите, като решението и се приема с обикновено мнозинство.
Кой може да бъде избран за папа

За папа може да бъде избран всеки мъж – католик, кардинал или всяко друго лице, т.е. теоретично папа може да стане не само кардинал или свещеник, но и обикновен мирянин. Кандидатите за папския престол се наричат „папабили“.
Кардинали-избиратели

Правото да избират римския папа принадлежи изключително на кардиналите на Свещената Римска църква, с изключение на тези, които са достигнали осемдесетгодишна възраст преди деня на смъртта на римския папа. Максималният брой на кардинал-избирателите не трябва да надвишава сто и двадесет.
Всички кардинали-избиратели, по силата на святото послушание, трябва да се подчинят на съобщението за свикване на конклава и да се явят на мястото, определено за това цел, освен ако не са възпрепятствани от болест или от някаква друга пречка, които обаче трябва да бъдат признати като такива от Колегията на кардиналите.
Ако кардинал с право на глас не се яви или не може да присъства поради заболяване, това не е пречка за започване на избора. Ако кардинал е принуден да напусне конклава поради медицински или други сериозни причини, той не се изчаква и изборите продължават и без него, като след като здравето му се възстанови или след отпадането на пречката за участие, той може да се върне в конклава и да вземе участие в работата му.
На участниците в конклава се забранява да дават обещания, да поемат задължения и да сключват споразумения с цел да осигурят поддръжка за определена кандидатура, под страх от наказание отлъчване от църквата „latae sententiae“. От друга страна, не е забранено на кардиналите, преди да пристъпят към гласуване, да се съвещават за да постигнат общо съгласие.
Всеки кардинал има право да бъде придружаван на конклава от двама помощници – един духовник и един мирянин, а също така и лекар и медицински персонал, ако такива са необходими. Освен кардиналите и техните помощници, в помещенията на конклава присъстват и няколко десетки души обслужващ персонал – готвачи, прислужници и др., или общо около 300 души.
Място на провеждане на конклава
Конклавът се провежда в рамките на територията на Ватикана, в определени зони и сгради, затворени за достъп на външни лица по такъв начин, че да се осигури подходящо място за настаняване на кардиналите-избиратели и всички останали, които спомагат за нормалното протичане на изборите. Кардиналите се настаняват в сградата Domus Sanctae Marthae. От началото на изборния процес, до публичното оповестяване че избирането на папа е приключило, помещенията в Domus Sanctae Marthae, както и Сикстинската капела, в която се провежда гласуването, трябва да бъдат изолирани така, че кардиналите-избиратели да не могат да общуват с външни лица – писмено, по телефона или чрез други средства за комуникация.
Начало на конклава
Началото на изборите трябва да започне на петнадесетия ден от смъртта на папата, за да се даде възможност да пристигнат всички кардинали; Колегията на кардиналите може при сериозни причини да отложи изборите с още няколко дни, но при всички случаи конклавът трябва да започне не по късно от двадесетия ден от смъртта на папата.
Изборите за папа се провеждат в Сикстинската капела на Апостолическия дворец, чийто интериор трябва да бъде подготвен по начин, че да гарантира правилното провеждане на изборите и осигуряване на неприкосновеност на личния живот на избирателите.
В деня, определен от Колегията на кардиналите за начало на конклава, се провежда меса за избора на нов папа (Proeligendo Pontifice) в базиликата „Свети Петър“. Тази меса традиционно се оглавява от кардинал-декана и се съпровожда от проповед. След това, кардиналите начело с кардинал-дякона се събират в Паолинската капела и с химна „Veni Creator Spiritus“ влизат в Сикстинската капела, където полагат клетва да спазват принципите на апостолическата конституция на папа Йоан Павел II и да запазят тайна по отношение на всичко, което по някакъв начин е свързано с избора на римския папа. След полагането на клетвата, магистърът на папските литургични церемонии обикаля помещението с възгласа „Extra omnes“, т.е. „Външните лица моля да излязат“, след което помещенията на конклава се затварят. Чрез специално приспособление „руота“ всяка заран в помещението се доставят пресни продукти, плодове и медикаменти. Забранено е предаването на вестници, съобщения и всякаква външна информация.
Пред капелния олтар се разполага маса покрита със зелено покривало, на която се поставя урна за бюлетините. до нея се разполага и чугунена камина за изгаряне на бюлетините. За избирането на папа е необходимо мнозинство от 2/3 плюс 1 от гласовете на кардиналите. Гласовете се броят от специална изборна комисия.
Спазването на тайна по всички въпроси, относно избора
Предвижда се вземане на мерки, че в определените зони и райони няма инсталирана аудио-визуална техника за записване или предаване, и по-специално в Сикстинската капела, където се извършва самото гласуване. За цялото времетраене на изборите, кардиналите-избиратели са длъжни да се въздържат от писмена кореспонденция и от всякакви разговори, включително и по телефон или по радио, с външни лица. На кардиналите и забранено, за целия срок на конклава, да получават или изпращат съобщения от всякакъв вид извън Ватикана, да получават вестници или периодични издания от всякакъв вид, да слушат радио или да гледат телевизия. Тези, които пряко или косвено, по какъвто и да било начин нарушат тайната на конклава – чрез думи или писане, със знаци или по друг начин, са застрашени с наказание отлъчване от църквата. За да се гарантира защитата на кардиналите и тяхната независимост и свобода за вземане на решения, абсолютно се забранява въвеждането в мястото на изборите, под каквато и претекст, или използването, ако са били въведени, на технически инструменти от всякакъв вид за записване, възпроизвеждане или предаване на звук, визуални образи или текст – радиоприемници, радиопредаватели, телефони, записващи устройства, телевизори, фотоапарати и кинокамери.
Процедура за избор
Начините за избор на папа, известни като избиране чрез акламация (по вдъхновение от Светия Дух) и чрез компромис (избор само от определена група кардинали със съгласието на всички останали) се премахват. Като единствен начин на избор на римския папа по силата на конституцията от 1996 г. се регламентира само избора чрез гласуване. За валиден избор на папа е необходимо мнозинство от 2/3 от гласовете, изчислен въз основа на общия брой на явилите се да гласуват кардинали-избиратели. В случай че е невъзможно гласовете на кардиналите да се разделят на три равни части, за валидността на избора на папа се изисква един допълнителен глас, т.е. мнозинството в този случай е 2/3 + 1. Съгласно motu proprio на Бенедикт ХVI от 22 февруари 2013 г. със заглавие Normas Nonnullas, с което се изменят част от постановленията на апостолическата конституция „Universi Dominici Gregis“, относно избора на римския папа, във всички случаи изискуемото мнозинство за валиден избор на нов папа е две трети от гласовете на участващите в конклава кардинали.
Ход на гласуването
През първия ден на конклава може да се проведе едно гласуване. Ако при него никой не е избран, или ако гласуване през първия ден на конклава не се проведе, всеки следващ ден се провеждат по четири гласувания: две сутринта и две следобед. След всяко гласуване бюлетините се изгарят в камина в присъствието на кардиналите. Ако никой от тях не е получил необходимото мнозинство, към горящите бюлетини прибавят мокра слама и коноп, и тогава от комина излиза черен дим – сигнал за събраните на площада пред катедралата „Свети Петър“ журналисти и вярващи, че папа не е избран. След успешно гласуване бюлетините се подпалват заедно със суха бяла слама и тогава от комина излиза бял дим, който сигнализира за избирането на новия глава на Римокатолическата църква.
Изборният процес протича в три фази: „pre-scrutinium“ (преди гласуване), „scrutinium“ (гласуване) и „post-scrutinium“ (след гласуване). В първата подготвителна фаза се извършват: подготовка на бюлетините с надпис „Eligo in Summum Pontificem“ („Избирам за Велик понтифекс“); раздаване на бюлетините; определяне чрез жребий, измежду всички кардинали избиратели, се определят за целия период на конклава: трима проверители, трима инфирмарии, натоварени със събирането на гласовете на болните, и трима проверители-ревизори, които контролират работата на първите преброители.
Втората фаза е на самото гласуване, по време на която се извършва пускане на бюлетините в подходящ съд (урна); разбъркване и преброяване на бюлетините; и отваряне на урната с бюлетините.
Кардиналите-избиратели гласуват, като по реда на старшинството се приближават със своите бюлетини към олтара където са членовете на изборната комисия. Преди пускането на бюлетината всеки кардинал изрича клетвата „Testor Christum Dominum, qui me iudicaturus est, me eum eligere, quem secundum Deum iudico eligi debere“ („Нека свидетел е Христос Господ, който ще ме съди, че избирам този, който смятам пред Бога, че трябва да бъде избран“). Ако кардиналът-избирател се намира в капелата но не може да се приближи и да гласува, то последният в списъка на преброителите се приближава към него и взема бюлетината. Ако кардиналът поради заболяване не може да напусне стаята си и да участва в гласуването, при него отиват инфирмариите с бюлетини и урна. След като инфирмариите се завърнат в Сикстинската капела с бюлетините на болните кардинали, тези бюлетини се преброяват за да се сравнят с числото на болните кардинали. Клетвата се изрича от кардиналите само по време на първото гласуване. бюлетините не се подписват. До 1945 г. кардиналите подписват бюлетините и ги сгъват и запечатват. Сега бюлетините само се сгъват на две. До 1621 г. не съществува специална клетва преди гласуване, както и невинаги се ползват бюлетини – често гласуването се провежда и устно.
Третата и последна фаза осигурява последващия контрол и включва: преброяване на гласовете; допълнителна проверка; и изгаряне на бюлетините. След като всички кардинали гласуват, първия член на изборната комисия изважда бюлетините от урната и се пристъпва към броене на гласовете. Ако броят на бюлетините в урната не съвпада с броя на гласувалите кардинали, всички бюлетини не се зачитат и се изгарят. Ако броят на бюлетините и броят на гласувалите съвпада, гласуването е валидно и започва броене. Първият член на изборната комисия разкрива бюлетината, всеки от членовете на комисията записва името на кандидата, посочен в бюлетината, а последният член на комисията обявява гласно за кого от кандидатите е подадена бюлетината. Гласовете на кардиналите се събират и ревизорите проверяват всички списъци за грешки. След обявяване на окончателните резултати бюлетините се избират от членовете на изборната комисия с помощта на секретаря на Колегията и церемониалмайсторите. В случай че на първия тур кардиналите не успеят да изберат папа, те пристъпват веднага към последващо гласуване и бюлетините се изгарят след втория тур.
Ако никой от кандидатите не е получил 2/3 от гласовете, папа не е избран, ако някой е получил 2/3 от гласовете, налице е канонично валиден избор на римски папа. В случай че папа не е избран, димът от изгаряне на бюлетините е черен (по-рано към бюлетините се добавя влажна слама, след 1958 г. – химикали), а ако новият римски епископ е избран, от комина над Сикстинската капела излиза бял дим. Сега, с цел да бъдат избегнати всякакви недоразумения, белият дим се съпровожда и от звън на камбани.
Съгласно параграфи 72, 73, 74 и 75 от „Universi Dominici Gregis“ след провеждане на неуспешни 33 или 34 тура, в зависимост от това дали е проведено следобедно гласуване през първия ден на конклава, Колегията на кардиналите може да измени правилата за избор; в този случай изборите продължават като папата се избира с обикновено мнозинство от кардиналите, включително и когато се гласува само за двамата кандидати, получили дотогава най-много гласове. През 2007 г. с De aliquibus mutationibus in normis de electione Romani Pontificis папа Бенедикт ХVI изменя тези постановления, като в случай на неуспешни избори след 33 или 34 гласувания, се предвижда ден на молитва, размисъл и диалог. В следващото гласуване кардиналите гласуват само за тези двама кандидати, които в предишното гласуване са получили най-голям брой гласове. При това гласуване, както и при последващи такива, за валиден избор също се изисква квалифицирано мнозинство – 2/3 от гласовете на присъстващите кардинали, като двамата кардинали-кандидати нямат право да гласуват.
Обявяване на новия папа
След като окончателните резултати от успешното гласуване са обявени, младшият кардинал-дякон, вика в помещението за гласуване секретаря на Колегията на кардиналите и папския обер-церемониалмайстор. Кардинал-дяконът съобщава фамилията на избрания за папа и го запитва: „Acceptasne electionem de te canonice factam in Summum Pontificem?“ („Съгласен ли си с избирането ти на длъжността Върховен Понтифекс?“). Получилият необходимия брой гласове кандидат съгласно традицията е длъжен да прояви скромност и смирение и да падне на колене пред кардиналите, като ги уверява че изборът им е паднал на недостоен и да откаже високата чест да бъде избран за папа, след което се съгласява и „accepto“ (приема) избора на кардиналите. Преди е съществувала и традиция, съгласно която в Сикстинската капела за кардиналите се поставяли специални тронове, покрити с червено кадифе, а пред всеки трон маса с виолетова покривка. Над троновете се закрепвали виолетови балдахини, които се спускали след избора на нов папа; неспуснат оставал само балдахинът над трона на новоизбрания папа. Във връзка с увеличаване броя на кардиналите тази традиция сега е отменена.
Веднага след като получи съгласието на новоизбрания, Кардинал-дяконът отново пита избраника: „Quo nomine vis vocari?“ („С какво име искаш да се наричаш?“) Тогава новоизбраният папа следва да посочи името, което ще носи по време на своя понтификат. Промяната на името след избирането за папа се налага като обичай през Средновековието, когато за папа е избран Йоан II (533 – 535). Той се казвал Меркурий и вероятно е смятал за непристойно като върховен понтифик да носи името на римски езически бог. Последният папа, който използва своето собствено име е Марцел II (1555) – Марчело Червини. След избора на име папският обер-церемониалмайстор изготвя специален документ с името на новоизбрания папа. Папата може да избере всякакво име, но по правило, през последните столетия се избират само използвани вече от предходни папи имена, като се избира такова, което символизира определен курс, към който смята да се придържа и новия понтифик. Само едно име – Петър, на първоапостола и първи римски папа, не се повтаря в папския именник. Смята се че папата, който има дързостта да избере това име, ще бъде последният папа.
Конклавът завършва веднага след като новоизбрания папа даде съгласие за избирането си. Избраният става папа и ръководител на Колегията на епископите и придобива и може да упражнява в пълен обем върховната власт над Римокатолическата Църква. Ако избрания не е епископ, той трябва незабавно да бъде ръкоположен в епископски сан.
След избора на име папата отива в т.нар. „camera lacrimatoria“ (стая на плача), неголяма стая в червен цвят до Сикстинската капела, за да облече папските одежди. След това папата се връща при кардиналите в капелата, за да приеме акта на поклонение – адорация, при който кардиналите един след друг пристъпват към новия папа за му засвидетелстват своята почит и послушание.
После всички кардинали, заедно с папата, излизат на балкона на катедралата „Свети Петър“, от който старшият кардинал-дякон уведомява вярващите на площада, че изборите са проведени и обявява името на новия папа и го представя на народа: „Annuntio vobis gaudium magnum: habemus Papam – Eminentissimum ac Reverendissimum Dominum, Sanctae Romanae Ecclesiae Cardinalem (...), qui sibi nomen imposuit (...)!“ („Съобщавам Ви велика вест – имаме Папа – преосвещения и достопочтен господин, кардиналът на Светата Римска църква (името на избрания кардинал), който прие името (новото име на папата)!“). От балкона на „Свети Петър“ новоизбраният папа приветства множеството и произнася своята благословия „Urbi et Orbi“ (Към града и към света).
Следва тържествената церемония по встъпването в длъжност на новия понтифик. Няколко дни по късно се извършва и официалната интронизация на новия папа. От този момент започва и официалното начало на неговия понтификат.
Приложимост на правилата при оставка на папата
Съгласно § 77 от Universi Dominici Gregis, разпоредбите относно всичко, което предхожда избора на римския папа и относно самият избор, трябва да се спазват изцяло, дори ако вакантното място на Апостолическия престол е резултат от оставката на римския папа. Това правило потвърждава подобно такова, уредено за първи път в апостолическата конституция Vacantis Apostolicae Sedis на папа Пий XII от 1945 г.

## Списък на папските конклави
| XIII век                             |                             |                                                 |                 |                                      |
| Конклав                              | Продължителност на конклава | Избрано лице                                    | Папа            | Продължителност на понтификата       |
| 29 ноември 1268 – 1 септември 1271   | 2 години, 9 месеца и 3 дни  | Теобалдо Висконти O.Cist.                       | Григорий X      | 1 септември 1271 – 1 януари 1276     |
| 20 януари 1276 – 21 януари 1276      | 2 дни                       | Пиер дьо Тарантес O.P.                          | Инокентий V     | 21 януари – 22 юни 1276              |
| 2 юли – 11 юли 1276                  | 9 дни                       | Отобоно ди Теодиско Фиески                      | Адриан V        | 11 юли – 18 август 1276              |
| 19 август – 8 септември 1276         | 21 дни                      | Педро Жулиао                                    | Йоан XXI        | 8 септември 1276 – 20 май 1277       |
| 30 май – 25 ноември 1277             | 5 месеца и 26 дни           | Джовани Гаетано Орсини, O.S.B.                  | Николай III     | 25 ноември 1277 – 22 август 1280     |
| 22 септември 1280 – 22 февруари 1281 | 5 месеца                    | Симон дьо Брион                                 | Мартин IV       | 22 февруари 1281 – 28 март 1285      |
| 29 март – 2 април 1285               | 5 дни                       | Джакомо Савели                                  | Хонорий IV      | 2 април 1285 – 3 април 1287          |
| 4 април 1287 – 22 февруари 1288      | 9 месеца и 18 дни           | Джироламо Маши, O.F.M.                          | Николай IV      | 22 февруари 1288 – 4 април 1292      |
| 5 април 1292 – 5 юли 1294            | 2 години 3 месеца           | Пиетро Анджеларио, O.S.B.                       | Целестин V      | 5 юли 1294 – 13 декември 1294        |
| 23 декември – 24 декември 1294       | 2 дни                       | Бенедето Гаетани                                | Бонифаций VIII  | 24 декември 1294 – 11 октомври 1303  |
| XIV век                              |                             |                                                 |                 |                                      |
| Конклав                              | Продължителност на конклава | Избрано лице                                    | Папа            | Продължителност на понтификата       |
| 21 октомври – 22 октомври 1303       | 2 дни                       | Николо Бокасини, O.P.                           | Бенедикт XI     | 22 октомври 1303 – 7 юли 1304        |
| 10 юли/17 юли 1304 – 5 юни 1305      | 11 месеца                   | Раймон Бертран дьо Гот                          | Климент V       | 5 юни 1305 – 20 април 1314           |
| 1 май 1314 – 7 август 1316           | 2 години 4 месеца 6 дни     | Жак Дюез                                        | Йоан XXII       | 7 август 1316 – 4 декември 1334      |
| 13 декември – 22 декември 1334       | 9 дни                       | Жак Фурие, O.Cist.                              | Бенедикт XII    | 22 декември 1334 – 25 април 1342     |
| 5 май – 7 май 1342                   | 3 дни                       | Пиер Роже                                       | Климент VI      | 7 май 1342 – 6 декември 1352         |
| 16 декември – 18 декември 1352       | 4 дни                       | Етиен Обер                                      | Инокентий VI    | 18 декември 1352 – 12 септември 1362 |
| 22 септември 1362 – 6 ноември 1362   | 6 дни                       | Гийом дьо Гримоар, O.S.B.                       | Урбан V         | 6 ноември 1362 – 19 декември 1370    |
| 29 декември – 30 декември 1370       | 2 дни                       | Пиер Роже дьо Бофор                             | Григорий XI     | 30 декември 1370 – 26 март 1378      |
| 7 април – 9 април 1378               | 3 дни                       | Бартоломео Приняно                              | Урбан VI        | 9 април 1378 – 15 октомври 1389      |
| 25 октомври 1389 – 2 ноември 1389    | 8 дни                       | Пиетро Томачели                                 | Бонифаций IX    | 2 ноември 1389 – 1 октомври 1404     |
| XV век                               |                             |                                                 |                 |                                      |
| Конклав                              | Продължителност на конклава | Избрано лице                                    | Папа            | Продължителност на понтификата       |
| 12 октомври – 17 октомври 1404       | 5 дни                       | Козимо ди Мильорати                             | Инокентий VII   | 17 октомври 1404 – 6 ноември 1406    |
| 18 ноември – 30 ноември 1406         | 12 дни                      | Анджело Корер                                   | Григорий XII    | 30 ноември 1406 – 4 юли 1415         |
| 8 ноември – 11 ноември 1417          | 4 дни                       | Одоне Колона                                    | Мартин V        | 11 ноември 1417 – 20 февруари 1431   |
| 2 март – 3 март 1431                 | 2 дни                       | Габриеле Кондулмер, O.S.A.                      | Евгений IV      | 3 март 1431 – 23 февруари 1447       |
| 4 март – 6 март 1447                 | 3 дни                       | Томазо Парентучели, O.P.                        | Николай V       | 6 март 1447 – 25 март 1455           |
| 4 април – 8 април 1455               | 5 дни                       | Алфонсо ди Борджия                              | Каликст III     | 8 април 1455 – 6 август 1458         |
| 16 август – 19 август 1458           | 4 дни                       | Енеа Силвио Пиколомини                          | Пий II          | 19 август 1458 – 15 август 1464      |
| 27 август – 30 август 1464           | 4 дни                       | Пиетро Барбо                                    | Павел II        | 30 август 1464 – 26 юли 1471         |
| 6 август – 9 август 1471             | 4 дни                       | Франческо дела Ровере, O.F.M.                   | Сикст IV        | 9 август 1471 – 12 август 1484       |
| 26 август 1484 – 29 август 1484      | 4 дни                       | Джовани Батиста Чибо                            | Инокентий VIII  | 29 август 1484 – 25 юли 1492         |
| 6 август 1492 – 10 август 1492       | 5 дни                       | Родриго Борджия                                 | Александър VI   | 10 август 1492 – 18 август 1503      |
| XVI век                              |                             |                                                 |                 |                                      |
| Конклав                              | Продължителност на конклава | Избрано лице                                    | Папа            | Продължителност на понтификата       |
| 16 септември – 22 септември 1503     | 7 дни                       | Франческо Нани Тодескини Пиколомини             | Пий III         | 22 септември – 18 октомври 1503      |
| 31 октомври – 1 ноември 1503         | 2 дни                       | Джулиано дела Ровере, O.F.M.                    | Юлий II         | 1 ноември 1503 – 20 февруари 1513    |
| 4 март – 9 март 1513                 | 5 дни                       | Джовани Медичи                                  | Лъв X           | 19 март 1513 – 1 декември 1521       |
| 27 декември 1521 – 9 януари 1522     | 13 дни                      | Адриан Буйенс                                   | Адриан VI       | 9 януари 1522 – 14 септември 1523    |
| 1 октомври – 19 ноември 1523         | 1 месец 18 дни              | Джулио Медичи                                   | Климент VII     | 19 ноември 1523 – 25 септември 1534  |
| 11 октомври – 13 октомври 1534       | 3 дни                       | Алесандро Фарнезе                               | Павел III       | 13 октомври 1534 – 10 ноември 1549   |
| 29 ноември 1549 – 7 февруари 1550    | 2 месеца 8 дни              | Джовани Мария Чоки дел Монте                    | Юлий III        | 7 февруари 1550 – 23 март 1555       |
| 5 април 1555 – 9 април 1555          | 5 дни                       | Марчело Червини                                 | Марцел II       | 9 април – 30 април 1555              |
| 15 май – 23 май 1555                 | 8 дни                       | Джовани Пиетро Карафа                           | Павел IV        | 23 май 1555 – 18 август 1559         |
| 5 септември – 25 декември 1559       | 3 месеца 20 дни             | Джовани Анджело Медичи                          | Пий IV          | 25 декември 1559 – 9 декември 1565   |
| 20 декември 1565 – 7 януари 1566     | 18 дни                      | Микеле Гислиери, O.P.                           | Пий V           | 7 януари 1566 – 1 май 1572           |
| 12 май – 13 май 1572                 | 2 дни                       | Уго Бонкомпани                                  | Григорий XIII   | 13 май 1572 – 10 април 1585          |
| 21 април – 24 април 1585             | 4 дни                       | Фелипе Перети, O.F.M. Conv.                     | Сикст V         | 24 април 1585 – 27 август 1590       |
| 7 септември – 15 септември 1590      | 8 дни                       | Джовани Батиста Кастаня                         | Урбан VII       | 15 септември – 27 септември 1590     |
| 8 октомври – 5 декември 1590         | 1 месец 27 дни              | Николо Сфондрати                                | Григорий XIV    | 5 декември 1590 – 16 октомври 1591   |
| 27 октомври – 29 октомври 1591       | 3 дни                       | Джовани Антонио Факинети                        | Инокентий IX    | 29 октомври 1591 – 30 декември 1591  |
| 10 януари – 30 януари 1592           | 20 дни                      | Иполито Алдобрандини                            | Климент VIII    | 30 януари 1592 – 5 март 1605         |
| XVII век                             |                             |                                                 |                 |                                      |
| Конклав                              | Продължителност на конклава | Избрано лице                                    | Папа            | Продължителност на понтификата       |
| 14 март – 1 април 1605               | 18 дни                      | Алесандро Отавиано Медичи                       | Лъв XI          | 1 април 1605 – 27 април 1605         |
| 8 май – 16 май 1605                  | 8 дни                       | Камило Боргезе                                  | Павел V         | 16 май 1605 – 28 януари 1621         |
| 8 февруари – 9 февруари 1621         | 2 дни                       | Алесандро Людовизи                              | Григорий XV     | 9 февруари 1621 – 8 юли 1623         |
| 19 юли – 6 август 1623               | 18 дни                      | Мафео Барберини                                 | Урбан VIII      | 6 август 1623 – 29 юли 1644          |
| 9 август – 15 септември 1644         | 1 месец 6 дни               | Джовани Баттиста Памфили                        | Инокентий X     | 15 септември 1644 – 7 януари 1655    |
| 18 януари – 7 април 1655             | 3 месеца 20 дни             | Фабио Чиги                                      | Александър VII  | 7 април 1655 – 22 май 1667           |
| 2 юни – 20 юни 1667                  | 18 дни                      | Джулио Роспильози                               | Климент IX      | 20 юни 1667 – 9 декември 1669        |
| 20 декември 1669 – 29 април 1670     | 4 месеца 9 дни              | Емилио Бонавентура Алтиери                      | Климент X       | 29 април 1670 – 22 юли 1676          |
| 2 август – 21 септември 1676         | 1 месец 19 дни              | Бенедето Одескалчи                              | Инокентий XI    | 21 септември 1676 – 12 август 1689   |
| 23 август – 6 октомври 1689          | 1 месец 13 дни              | Пиетро Вито Отобони                             | Александър VIII | 6 октомври 1689 – 1 февруари 1691    |
| 12 февруари – 21 юли 1691            | 5 месеца 9 дни              | Антонио Пинятели                                | Инокентий XII   | 21 юли 1691 – 27 септември 1700      |
| 9 октомври – 23 ноември 1700         | 1 месец 14 дни              | Джовани Франческо Албани                        | Климент XI      | 23 ноември 1700 – 19 март 1721       |
| XVIII век                            |                             |                                                 |                 |                                      |
| Конклав                              | Продължителност на конклава | Избрано лице                                    | Папа            | Продължителност на понтификата       |
| 31 март – 8 май 1721                 | 1 месец 8 дни               | Микеланджело деи Конти                          | Инокентий XIII  | 8 май 1721 – 7 март 1724             |
| 20 март – 29 май 1724                | 2 месеца 9 дни              | Пиетро Франческо Орсини, O.P.                   | Бенедикт XIII   | 29 май 1724 – 21 февруари 1730       |
| 5 март – 12 юли 1730                 | 1 месец 2 дни               | Лоренцо Корсини                                 | Климент XII     | 12 юли 1730 – 6 февруари 1740        |
| 18 февруари – 17 август 1740         | 5 месеца 31 дни             | Просперо Лоренцо Ламбертини                     | Бенедикт XIV    | 17 август 1740 – 3 май 1758          |
| 15 май – 6 юли 1758                  | 1 месец 22 дни              | Карло дела Торе Рецонико                        | Климент XIII    | 6 юли 1758 – 2 февруари 1769         |
| 15 февруари – 19 май 1769            | 3 месеца 4 дни              | Джовани Виченцо Антонио Ганганели, O.F.M. Conv. | Климент XIV     | 19 май 1769 – 22 септември 1774      |
| 5 октомври 1774 – 15 февруари 1775   | 4 месеца 10 дни             | Джовани Анджело Браски                          | Пий VI          | 15 февруари 1775 – 29 август 1799    |
| 1 декември 1799 – 14 март 1800       | 3 месеца 14 дни             | Луиджи Барнаба Киарамонти, O.S.B.               | Пий VII         | 14 март 1800 – 20 август 1823        |
| XIX век                              |                             |                                                 |                 |                                      |
| Конклав                              | Продължителност на конклава | Избрано лице                                    | Папа            | Продължителност на понтификата       |
| 2 септември – 28 септември 1823      | 26 дни                      | Анибале Сермати дела Дженга                     | Лъв XII         | 28 септември 1823 – 10 февруари 1829 |
| 24 февруари – 31 март 1829           | 1 месец 7 дни               | Франческо Саверио Кастильоне                    | Пий VIII        | 31 март 1829 – 30 ноември 1830       |
| 14 декември – 2 февруари 1831        | 1 месец 19 дни              | Бартоломео Алберто Капелари, O.S.B. Cam.        | Григорий XVI    | 2 февруари 1831 – 1 юни 1846         |
| 14 юни – 16 юни 1846                 | 3 дни                       | Джовани Мария Мастай Ферети                     | Пий IX          | 16 юни 1846 – 7 февруари 1878        |
| 18 февруари – 20 февруари 1878       | 3 дни                       | Джоакино Виченцо Рафаеле Луиджи Печи            | Лъв XIII        | 20 февруари 1878 – 20 юли 1903       |
| XX век                               |                             |                                                 |                 |                                      |
| Конклав                              | Продължителност на конклава | Избрано лице                                    | Папа            | Продължителност на понтификата       |
| 31 юли – 4 август 1903               | 5 дни                       | Джузепе Сарто                                   | Пий X           | 4 август 1903 – 20 август 1914       |
| 31 август – 3 септември 1914         | 4 дни                       | Джакомо дела Киеза                              | Бенедикт XV     | 3 септември 1914 – 22 януари 1922    |
| 2 февруари – 6 февруари 1922         | 4 дни                       | Акиле Рати                                      | Пий XI          | 6 февруари 1922 – 10 февруари 1939   |
| 1 март – 2 март 1939                 | 2 дни                       | Еудженио Пачели                                 | Пий XII         | 2 март 1939 – 9 октомври 1958        |
| 25 октомври – 28 октомври 1958       | 3 дни                       | Анджело Джузепе Ронкали                         | Йоан XXIII      | 28 октомври 1958 – 3 юни 1963        |
| 19 юни – 21 юни 1963                 | 3 дни                       | Джовани Батиста Монтини                         | Павел VI        | 21 юни 1963 – 6 август 1978          |
| 25 август – 26 август 1978           | 2 дни                       | Албино Лучани                                   | Йоан Павел I    | 26 август 1978 – 28 септември 1978   |
| 14 октомври – 16 октомври 1978       | 3 дни                       | Карол Йозеф Войтила                             | Йоан Павел II   | 16 октомври 1978 – 2 април 2005      |
| XXI век                              |                             |                                                 |                 |                                      |
| Конклав                              | Продължителност на конклава | Избрано лице                                    | Папа            | Продължителност на понтификата       |
| 18 април – 19 април 2005             | 2 дни                       | Йозеф Алоизий Ратцингер                         | Бенедикт XVI    | 19 април 2005 – 28 февруари 2013     |
| 12 март – 13 март 2013               | 2 дни                       | Хорхе Марио Берголио                            | Франциск        | 13 март 2013 — 21 април 2025         |
| 7 май – 8 май 2025                   | 2 дни                       | Робърт Францис Превост                          | Лъв XIV         | 8 май 2025 —                         |

## Списък на папски актове във връзка с конклава
- „In nomine Domini“ – папска була, издадена от папа Николай II на 12 април 1059 г.
- „Licet de vitanda“ – апостолическа конституция, издадена от папа Александър III на 19 март 1179 г.
- „Ubi periculum“ – апостолическа конституция, издадена от папа Григорий X на 16 юли 1274 г.
- „Cum Tam Divino“ – папска була, издадена от папа Юлий II на 19 февруари 1505 г.
- „In eligendis“ – папска була, издадена от папа Пий IV на 1 октомври 1562 г.
- „Aeterni Patris Filius“ – папска була, издадена от папа Григорий XV на 15 ноември 1621 г.
- „Commisum Nobis“ – апостолическа конституция на папа Пий X от 20 януари 1904 г.
- „Cum proxime“ – моту проприо, издадено от папа Пий XI на 1 март 1922 г.
- „Vacantis Apostolicae Sedis“ – апостолическа конституция на папа Пий XII от 8 декември 1945 г.
- „Summi Pontificis electio“ – моту проприо, издадено от папа Йоан XXIII на 5 септември 1962 г.
- „Ingravescentem Aetatem“ – моту проприо, издадено от папа Павел VI на 21 ноември 1970 г.
- „Romano Pontifici Eligendo“ – апостолическа конституция на папа Павел VI от 1975 г.
- „Universi Dominici Gregis“ – апостолическа конституция на папа Йоан Павел II от 1996 г.
- „De aliquibus mutationibus in normis de electione Romani Pontificis“ – моту проприо, издадено от папа Бенедикт XVI на 11 юни 2007 г.
- „Normas Nonnullas“ – моту проприо, издадено от папа Бенедикт XVI на 22 февруари 2013 г.

Папският конклав през 2013 г. се провежда въз основа на регламентацията на изборите, дадена в последните три папски документа.

## Любопитни факти за конклавите след 1276 г.
- Най-дълги конклави: 1) 1 май 1314 – 7 август 1316 г., избира за папа Йоан XXII; 2) 2 юли 1304 – 5 юни 1305 г., избира за папа Климент V; 3) 18 февруари – 17 август 1740 г., избира за папа (Бенедикт XIV.
- Най-кратки конклави, избират папи още на първи тур: 1) 31 октомври – 1 ноември 1503, избира за папа Юлий II; 2) 20 – 21 януари 1276 г., избира за папа Инокентий V, 3) 21 – 22 октомври 1303 г., избира за папа Бенедикт XI, 4) 29 – 30 декември 1370 г., избира за папа Григорий XI; 5) 12 – 13 май 1572 г., избира за папа Григорий XIII.
- Най-голям брой кардинали, присъстващи на конклав: 1) 2005 г. – 115, избират папа Бенедикт XVI; 2) 1978 г. – 111, избират папа Йоан Павел I; 3) 1978 г. – 111, избират папа Йоан Павел II.
- Най-малък брой кардинали, присъстващи на конклав: 1) 1277 г. – 7, избират папа Николай III; 2) 1404 г. – 9, избират папа Инокентий VII.
- Най-голям брой отсъстващи кардинали: 1) 1621 г. – 19 отсъстващи, конклава избира за папа Григорий XV; 2) 1565 – 1566 г. – 18 отсъстващи, конклава избира за папа Пий V; 3) 1585 г. – 18 отсъстващи, конклава избира за папа Сикст V.
- Най-много страни, представени на конклав: 2005 г. – 52.
- Последен конклав, проведен извън Рим: 1 декември 1799 – 14 март 1800 г., във Венеция, избира за папа Пий VII.
- Последен конклава, проведен извън Италия: 29 – 30 декември 1370 г., в Авиньон, Франция, избира за папа Григорий XI.
- Последен папа, който не е присъствал по време на избора му от конклава: папа Адриан VI,
- Най-старият кардинал, участвал в конклав: Франческо Морано е на 91 години, когато участва в конклава през 1963 г., който избира за папа Павел VI.
- Най-младият кардинал, участвал в конклав: Роберто де Нобили е на 13 години, когато участва в конклава през 1555 г., който избира за папа Марцел II.
- Последно вето: 1903 г., конклава избира за папа Пий Х.

## Папският конклав в литературата и киното
Папските конклави, със своята тайнственост, средновековни традиции, пищност и церемониал, привличат творци от различни изкуства.
Романи:
- Обувките на рибаря – роман на австралийския писател Морис Уест от 1963 г.
- Конклав – роман на италианския писател Роберто Паци от 2001 г.

Филми:
- Обувките на рибаря – американски филм от 1968 г., в главната роля е Антъни Куин.
- Конклав – канадско-германски исторически филм от 2006 г.